# Eryngium diffusum
Eryngium diffusum là một loài thực vật có hoa trong họ Hoa tán. Loài này được Torr. mô tả khoa học đầu tiên năm 1828.